# Anastomosi (idrologia)
In idrologia i corsi fluviali anastomizzati sono costituiti da più canali che dividono, ricollegano e separano rami fluviali semi-permanenti, costituiti da materiale coesivo quali barre di sabbia o roccia dura, tale che risulta difficile spostarsi da un canale all'altro. Il termine anabranca viene utilizzato per indicare segmenti di fiumi anastomizzati.
Alcune definizioni prevedono che un fiume anastomizzato debba essere costituito da canali interconnessi che racchiudono bacini alluvionali. Tali corsi d'acqua, basandosi solo sulle loro forme planari, possono essere confusi con i fiumi a canali intrecciati ma i fiumi intrecciati sono molto più superficiali e dinamici dei fiumi anastomizzati.
Esempi di fiumi con corso anastomizzato sono il Rio Magdalena in Colombia, il corso superiore del fiume Fraser nella British Columbia (Canada) o il corso superiore del fiume Narew in Polonia. 